# Peter Rabbit 2: The Runaway
Peter Rabbit 2: The Runaway es una película estadounidense de comedia en acción real/animación por computadora dirigida por Will Gluck y escrita por Patrick Burleigh y Gluck. La película es una secuela de Peter Rabbit de 2018 y se basa en las historias de Peter Rabbit creadas por Beatrix Potter. La película es protagonizada por la voz de James Corden como el personaje principal, junto a Rose Byrne, Domhnall Gleeson y David Oyelowo en papeles de acción en vivo, y las voces de Elizabeth Debicki y Margot Robbie. 
Originalmente programada para el 9 de abril de 2020, Peter Rabbit 2: The Runaway se retrasó debido a la pandemia de coronavirus 2019-2020 y fue estrenada en los Estados Unidos el 11 de junio de 2021, por Sony Pictures Releasing bajo su etiqueta Columbia Pictures. Sin embargo, Sony Pictures Animation no participó en la película, por lo que es la segunda película de animación en la que el estudio no participa desde la película de 2016 The Angry Birds Movie.

## Argumento
La boda de Thomas y Bea se lleva a cabo con todos sus amigos, humanos y animales, presentes. Peter Rabbit acepta esta nueva parte de su vida. Después de la luna de miel, Thomas ayuda a Bea en los libros de cuentos de sus hijos basados en Peter y sus amigos. Peter está un poco consternado al saber que los libros lo han retratado como travieso. Bea luego recibe una carta por correo de un editor que quiere distribuir sus libros.
Thomas y Bea llevan a Peter, Benjamin, Flopsy, Mopsy y Cottontail a conocer al editor, Nigel Basil-Jones. Nigel presenta su plan de marketing hacia los conejos, que pinta a Peter como una mala semilla. Incluso ven una valla publicitaria de una posible película de Peter Rabbit, lo que lo hace parecer absolutamente villano. Peter, consternado, se aleja del grupo y se dirige a la ciudad donde se encuentra con un conejo mayor llamado Barnabas. Barnabas reconoce a Peter como el hijo de su viejo amigo, pero desafortunadamente son capturados por cazadores de animales y llevados a una perrera. Bea comienza a ceder los derechos de sus libros a Nigel, con el acuerdo de que los libros no se convertirían en una propiedad de compra de efectivo. Pero se hace evidente que este es el plan de Nigel de todos modos, ya que es conocido por convertir conceptos simples en algo para una audiencia más comercial y contemporánea.
Peter y Barnabas son acogidos por una niña llamada Amelia y mantenidos en una jaula. Barnabas logra liberarse a sí mismo y a Peter con la ayuda de su tripulación: el ratón Samuel Whiskers, el espeluznante gato Tom Kitten y su hermana Mittens. Todos se van a la ciudad con la comida después de asaltar el frigorífico. Thomas y Bea luego encuentran a Peter y lo llevan a casa mientras Barnabas regresa a su escondite.
Al día siguiente, Peter lleva a Benjamín y a sus hermanas para reunirse con la tripulación de Barnabas. Bernabé reconoce a la familia de Peter y les revela a todos su gran plan. Él y su equipo quieren robar en el mercado de agricultores y su gran ventaja son los paquetes de frutas secas. Mientras tanto, Thomas y Bea se reencuentran con Nigel para repasar los diseños de los conejos. Thomas comienza a darse cuenta de que las ideas de Nigel no están en el mejor interés del trabajo de Bea. Los conejos reciben ayuda de sus amigos animales, la Sra. Tiggy-Winkle, Jemima Puddle-Duck, Jeremy Fisher, Pigling Bland, Felix D'eer y Tommy Brock para llevar a cabo su atraco. Después de llevar las frutas secas a su camión de huida, todos los animales, incluidos Benjamin y las hermanas, son capturados por la gente de la perrera. Para consternación de Peter, resulta que Bernabé solo lo estaba usando a él y a sus amigos para guardar la fruta seca para ellos. Incluso conoció intencionalmente a Peter en la ciudad después de leer sobre él en su libro, sin ni siquiera conocer al padre de Peter. Todo el mundo tiene la culpa de que Peter los haya metido en este lío mientras él mismo se siente terriblemente mal.
Peter pide ayuda a Thomas para recuperar a sus amigos. Después de tener un problema con su camioneta, van a Bea en busca de ayuda mientras está en una reunión con Nigel y otros de la editorial. Bea se da cuenta de las intenciones de Nigel y saca sus historias de su compañía. Después de hablar con Thomas, ella acepta ayudarlo a él y a Peter a recuperar a todos sus amigos.
Peter, Benjamin y las hermanas luego van al escondite de Barnabas, donde cambian las tornas atando a Barnabas y su equipo a cuerdas para que todos sean arrastrados cuando el dueño de la sastrería cercana se vaya en su camioneta. Luego, todos son capturados por la gente de la perrera, lo que lleva a Bernabé a donde una vez se escapó. Luego, los conejos devuelven todos los frutos secos a sus dueños. Los conejos se reúnen con Thomas y Bea mientras conducen a casa con Peter y decide estar más dispuesto a escuchar a los que lo aman.
En la primera escena de medios-créditos, Bea y Thomas tienen una bebé niña mientras se revela que se publicó un segundo libro titulado Peter Rabbit 2. En la segunda escena de los medios-créditos, el gallo y sus hijos descubren su propósito en la granja.

## Reparto

### Acción real
- Rose Byrne como Bea McGregor
- Domhnall Gleeson como Thomas McGregor
- David Oyelowo como Nigel Basil-Jones

### Voces
- James Corden como Peter Rabbit
- Margot Robbie como Flopsy Rabbit
- Elizabeth Debicki como Mopsy Rabbit
- Aimee Horne como Cottontail Rabbit
- Colin Moody como Benjamin Bunny
- Lennie James como Bernabé
- Rupert Degas como Samuel Whiskers
- Sia como señora Tiggy-Winkle
- Domhnall Gleeson como el Sr. Jeremy Fisher
- Rose Byrne como Jemima Puddle-Duck
- Sam Neill como Tommy Brock
- Ewen Leslie como Pigling Bland
- Christian Gazal como Felix D'eer
- Hayley Atwell como Mittens
- Damon Herriman como Tom Kitten

## Producción
El 4 de mayo de 2018, se anunció que Sony Pictures había iniciado el desarrollo de la secuela de la película de 2018 Peter Rabbit. En febrero de 2019, se anunció que David Oyelowo se había unido al reparto de la película, con Byrne y Gleeson repitiendo sus papeles de la primera.

### Rodaje
La fotografía principal comenzó en febrero de 2019 en Centennial Parklands, Australia.

## Estreno
Sony Pictures Releasing estrenará la película en el Reino Unido el 21 de mayo de 2021 y en Estados Unidos el 14 de mayo de 2021. Inicialmente estaba previsto que se estrenara el 3 de abril de 2020 en los Estados Unidos y el 27 de marzo de 2020 en el Reino Unido. La película se retrasó hasta el 18 de diciembre de 2020, debido a la pandemia de COVID-19. Luego se retrasó hasta la actual fecha de estreno.